# Lee Seung-yun (tir à l'arc)
Pour l’article homonyme, voir Lee Seung-yun (politicien).
Lee Seung-yun (né le 18 avril 1995) est un archer sud-coréen. Il est sacré à une reprise champion du monde de tir à l'arc.

## Biographie
Lee Seung-yun fait ses débuts au tir à l'arc en 2005. Ses premières compétitions internationales ont lieu en 2013. Son podium titre mondial est en 2011, alors qu'il remporte le bronze chez les junior dans l'épreuve individuel et par équipe. En 2013, il remporte les épreuves de tir à l'arc classique individuelle lors des championnats du monde.

## Palmarès
- Jeux olympiques
  -  Médaille d'or à l'épreuve par équipe homme aux Jeux olympiques d'été de 2016 à Rio de Janeiro (avec Ku Bon-chan et Kim Woo-jin).

- Championnats du monde[1]
  -  Médaille de bronze à l'individuel homme aux championnats du monde junior 2011 à Legnica.
  -  Médaille d'argent à l'épreuve par équipe homme aux championnats du monde junior 2011 à Legnica.
  -  Médaille d'or à l'individuel homme aux championnats du monde 2013 à Antalya.

- Coupe du monde[1]
  -  Médaille d'or à l'épreuve par équipe homme à la coupe du monde 2013 de Shanghai.
  -  Médaille d'argent à l'épreuve par équipe mixte à la coupe du monde 2013 de Antalya.
  -  Médaille d'or à l'épreuve par équipe homme à la coupe du monde 2013 de Antalya.
  -  Médaille d'or à l'épreuve par équipe homme à la coupe du monde 2013 de Wrocław.
  -  Médaille d'or à l'épreuve individuel homme à la coupe du monde 2013 de Wrocław.
  -  Médaille d'or à l'épreuve individuel homme à la coupe du monde 2014 de Medellín.
  -  Médaille d'or à l'épreuve individuel homme à la coupe du monde 2015 de Antalya.
  -  Médaille d'or à l'épreuve par équipe homme à la coupe du monde 2016 de Medellín.
  -  Médaille d'or à l'épreuve individuel homme à la coupe du monde 2016 de Antalya.
  -  Médaille d'or à l'épreuve par équipe homme à la coupe du monde 2016 de Antalya.

- Universiade[1]
  -  Médaille d'or à l'épreuve individuelle homme aux Universiade d'été de 2015 de Gwangju.
  -  Médaille d'or à l'épreuve par équipe homme aux Universiade d'été de 2015 de Gwangju.
  -  Médaille d'or à l'épreuve par équipe mixte aux Universiade d'été de 2015 de Gwangju.
  -  Médaille d'or à l'épreuve individuelle homme aux Universiade d'été de 2017 de Taipei.
  -  Médaille d'or à l'épreuve par équipe homme aux Universiade d'été de 2017 de Taipei.
  -  Médaille d'or à l'épreuve par équipe mixte aux Universiade d'été de 2017 de Taipei.

- Championnats d'Asie[1]
  -  Médaille d'argent à l'épreuve individuel homme aux Championnats d'Asie de 2015 de Bangkok.
  -  Médaille d'or à l'épreuve par équipe homme aux Championnats d'Asie de 2015 de Bangkok.
  -  Médaille d'or à l'épreuve individuelle homme aux championnats d'Asie de 2017 à Dhaka.
  -  Médaille d'or à l'épreuve par équipe homme aux championnats d'Asie de 2017 à Dhaka.